# フライアウェイ

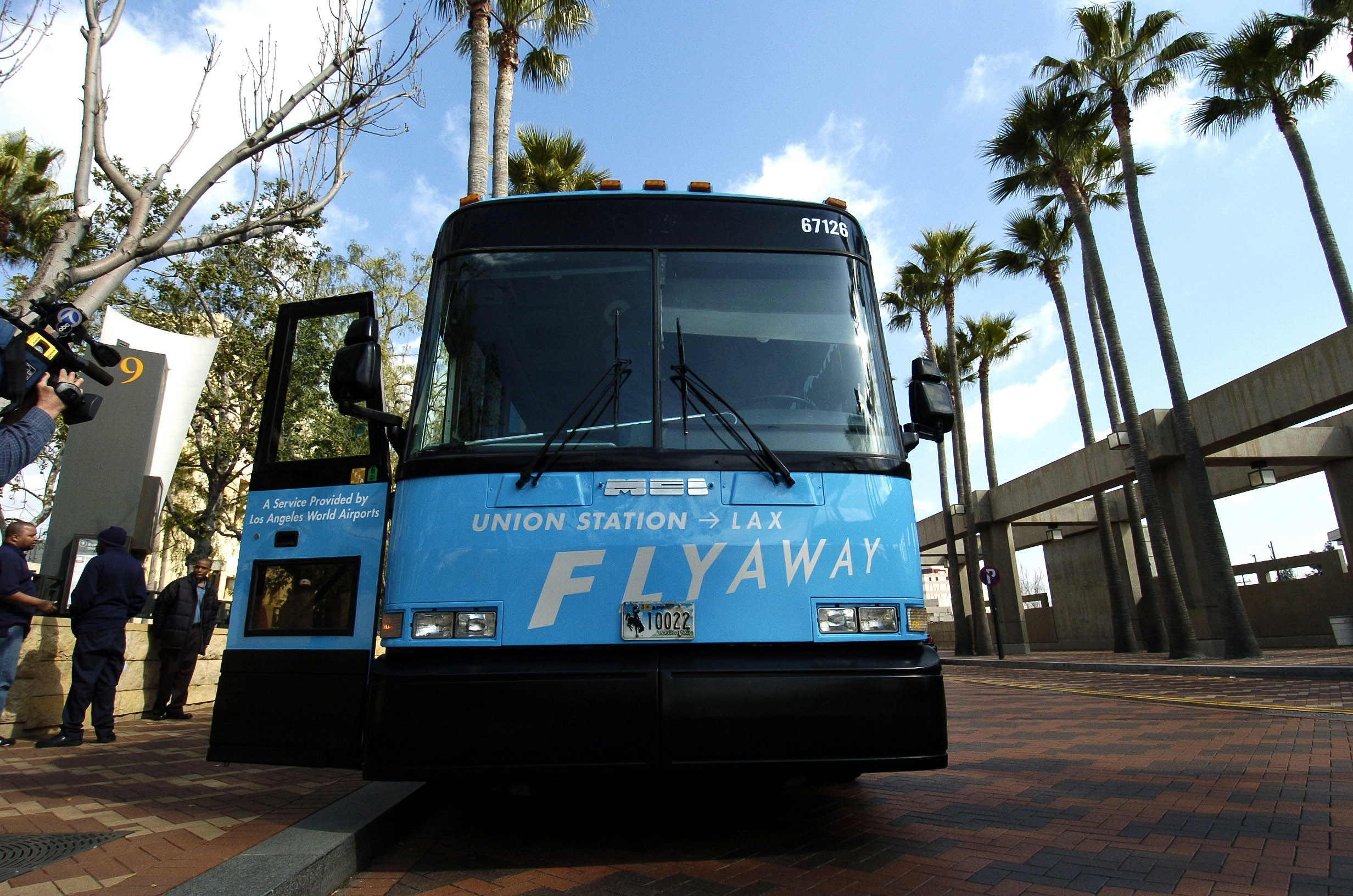
ヤシの木とフライアウェイ

フライアウェイ（Flyaway）はロサンゼルス国際空港（LAX）と周辺をノンストップで移動する空港リムジンバスである。
現在、ロサンゼルス国際空港とヴァン・ナイズ空港またはロサンゼルス・ ユニオン駅近くのバスターミナル間を運行している。FlyAwayサービスはロサンゼルス国際空港とヴァン・ナイズ空港を運営するロサンゼルス・ワールド・エアポーツ（LAWA）によって運営されている。バスは第三者への業務委託によって所有、運行されている。FlyAwayはLAWA の地上交通イニシアチブの一環であり、公共交通機関の利用を促進することで、交通渋滞と自動車排出ガス汚染物質の削減を図っている。

## 概要
LAWAによると、フライアウェイのネットワークは2008年に150万人以上の旅客を輸送した。旅客は合計2,300万マイルの自動車運転を回避し、約100万USガロン（380万L）のガソリンを節約することができた。
フライ・アウェイ・バスでは、過去にカウンターから現金が盗まれた事件や、大きな荷物を積み込む際の詐欺の手口による損失のため、現金での支払いは受け付けていない。乗車券は、駅またはオンラインでクレジットカードまたはデビットカードで購入できる。運賃はトランジット・アクセス・パス（TAP）カードでも支払うことが可能となっている。
ユニオン駅ルートの乗車券は、ユニオン駅を含むすべての駅に設置されているメトロリンク券売機でも購入できる。また、メトロリンクのマンスリー・パスを持っていると、当日の航空券の提示でユニオン駅ルートを無料で利用できる。

### ヴァン・ナイズ

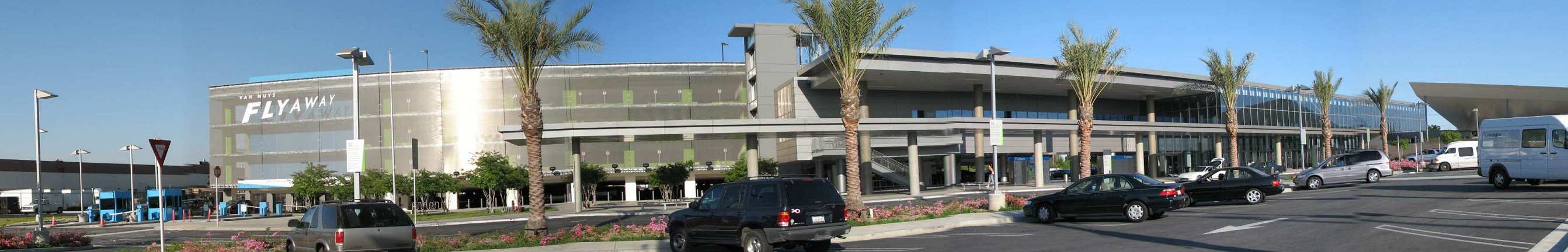
ヴァン・ナイズのバスターミナル全景

この路線は、ロサンゼルス国際空港と、LAWA所有のヴァン・ナイズ空港に隣接するフライアウェイのターミナルビルおよび駐車場とを結ぶ。バンナイズ・フライアウェイ路線は24時間運行で、終日30分おきにバスが出発する（ピーク時間帯は15分おき、深夜は1時間おき）。
ヴァン・ナイズは、2004年12月17日にオープンした旅客ターミナルビル（所在地：7610 Woodley Ave）を持つ唯一のフライアウェイ拠点である。3,400万米ドルをかけて建設されたこの施設は、ロサンゼルス国際空港のターミナルとして機能するよう設計されており、将来的には航空券の発券や受託手荷物のサービスを追加できるよう配慮されている。この改修工事により、2,000台収容の駐車場、より便利な旅客降車場、新しい庭園も追加された。現在、利用可能な駐車スペースは合計3020台となっている。バスは45フィートのモーターコーチで運行される。駐車料金は1日6ドル。
サティコイを東に向かうメトロ169番バスでヴァンナイス駅に向かうと、乗客はアムトラックやメトロリンクに乗り継ぐことができる。169番バスは最終的にはハリウッド・バーバンク空港が終点となる。
ヴァン・ナイズ線は、1975年7月10日に就航して以来、30年以上にわたって唯一のフライアウェイサービスであった。就航初年度は27万5,000人以上の旅客を輸送した。2008年までに、ロサンゼルス・ワールド・エアポーツは、サンフェルナンド・バレーにある旗艦空港からの年間旅客数が約988,000人に増加したと報告した。
ヴァン・ナイズ線は、黒字で運営されている数少ない公共交通機関のひとつである。利用客に請求される運賃と駐車料金から十分な収益が得られるため、LAWAは2013年の営業純益を約16万8000ドルと予測している。
この路線はロサンゼルス空港とダウンタウンのユニオン駅東側にあるパッツァウラス・トランジット・プラザを結ぶ。公共交通機関を利用する乗客はユニオン駅まで行き、そこからバスに乗り換えられる。ただし、ユニオン駅まで車で行く乗客のために、ヴィグネス・ストリート側に駐車場がある。

### ユニオン駅

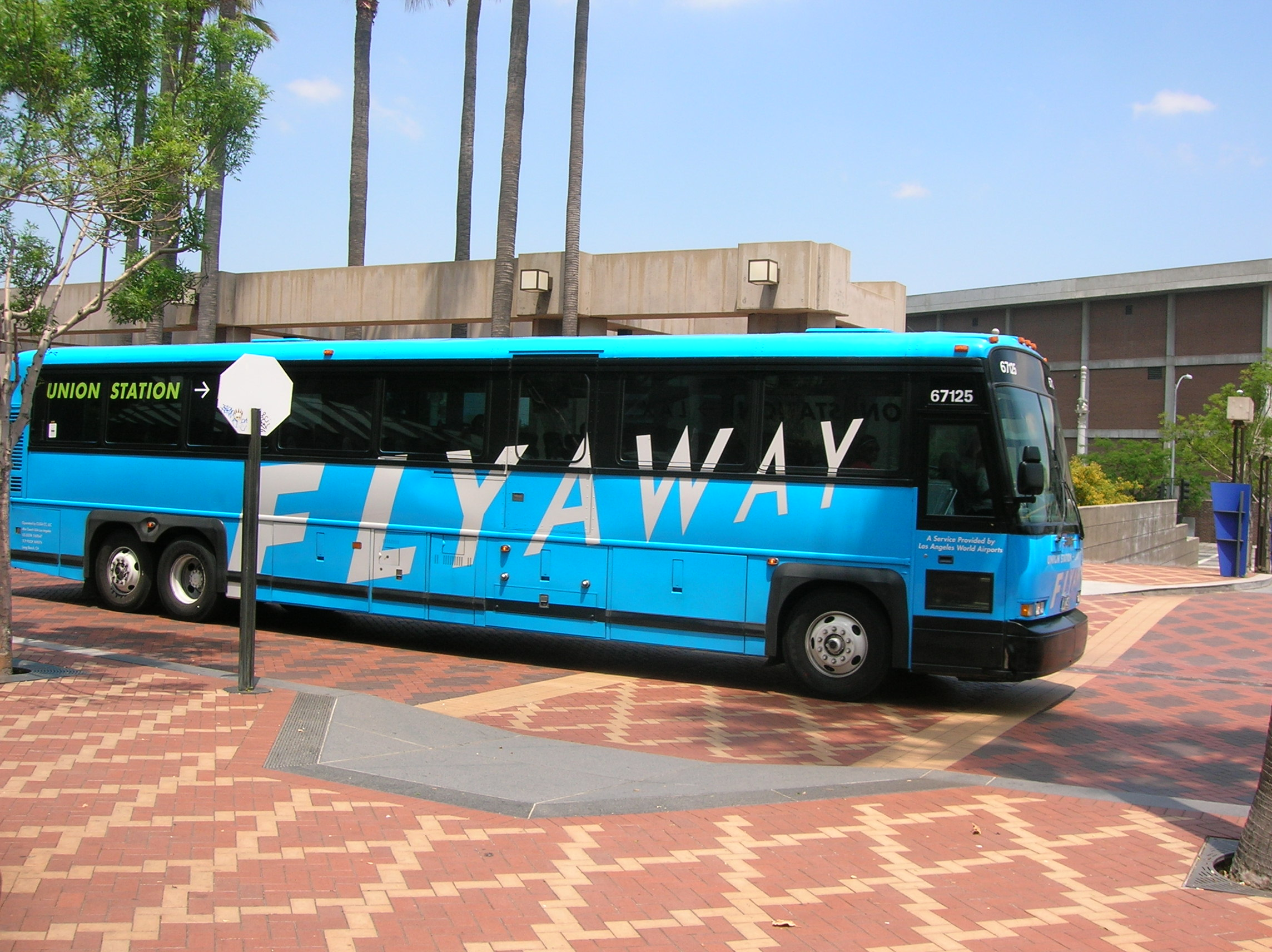
ユニオン駅に停車中のバス

ユニオン駅ルートは24時間運行で、バスは終日30分おきに出発する（ピーク時は20分おき、深夜は1時間おき）。バスはユニオン駅のパタウラス・トランジット・プラザのベイ1から出発し、ハーバー・フリーウェイ（I-110）の高占有料金（HOT）レーンとセンチュリー・フリーウェイ（I-105）の相乗り／公共交通（HOV）レーンを利用する。乗車券は、パッツアウラス・トランジット・プラザにある有人のFlyAwayキオスク、またはメトロリンクの券売機で購入できる。
2006年3月15日にユニオン駅路線を開設したLAXフライアウェイは、開始以来、市当局から成功を収めていると評価されている。ユニオン駅は、フライアウェイのサービス拠点として2番目にオープンした。開業初年度、ユニオン駅のフライアウェイは25万人の乗客を輸送し、これは開業時の予測の3倍以上であった。ロサンゼルス・ワールド・エアポーツによると、2008 年までに年間旅客数は433,000 人以上に増加した。

## かつての路線

### アーバイン

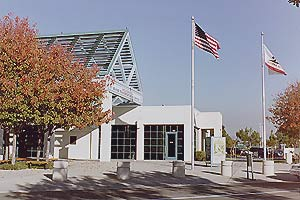
アーバイントランジットセンターにて

アーバインからのLAX FlyAwayは、アーバイントランジットセンターから運行された。2009年11月16日に運行を開始し、ロサンゼルス国際空港とアーバイン交通センター間を60分以上で結んでいた。この路線を運営していたコーチ・アメリカの連邦破産法第11条適用による倒産に伴い、2012年8月31日に運行を終了した。
アーバイン・トランスポーテーション・センターではメトロリンクとアムトラックとの接続があり、オレンジ郡の中央部と南部へのアクセスをより便利にしていた。LAX FlyAway の駅は、シャトル送迎エリア近くの線路に隣接していた。LAX FlyAway の乗客は、アーバイン交通センターの近くにある無料の長期夜間駐車場（500 台分）を利用できた。
他のフライ・アウェイの路線が頻繁に運行するのとは異なり、アーバイン線は1日6便しかなく、バスの間隔は2〜4時間だった。運賃も大人25ドルとかなり高かった。

### エキスポ/ラ ブレア
この路線はメトロ・エキスポ・ラインのエキスポ／ラ・ブレア駅からロサンゼルス国際空港を結ぶ。Expo/La Brea FlyAway路線は2013年7月1日に運行を開始し、他の路線よりも安い価格で隔時運行を行っていた。同路線は利用者が少なかったため、2014年9月2日に廃止された。

### サンタモニカ
この路線は、ロサンゼルス国際空港とサンタモニカプレイス（2番街とコロラド通り）を結んでいた。
南行きは午前5時45分～午後9時45分、北行きは午前6時45分～午後11時45分の間、1時間に1本運行され、サンタモニカプレイスと空港を45分過ぎに出発した。
サンタモニカ・フライアウェイ路線の運行は2014年7月15日に開始された。サンタモニカ・プレイスには、フライアウェイ専用の長期駐車場はなかった。ただし、近隣に公共の有料駐車場がある。サンタモニカのFlyAwayルートは、サンタモニカに住む人、市のビッグ・ブルー・バス・システム、近くのメトロ・エキスポ・ラインを利用する人、近くで送迎を受ける人を対象としていた。この路線は2016年9月5日（月）午後11時59分をもって廃止された。
このルートが失敗した理由のひとつは、リンカーン大通り沿いにはすでにロサンゼルス国際空港行きのビッグ・ブルー・バスのルート3があることである。

### オレンジライン
2015年12月7日から、バンナイズ・フライアウェイの一部のトリップは、メトロ・オレンジライン（現Gライン）のウッドリー駅に追加停車した。 この停車駅のおかげで、サンフェルナンドバレーの住民は、空港や既存のバンナイズ・ターミナル・ビルまで車で行くことなくロサンゼルス国際空港に行くことができるようになった。
この停留所では、毎日午前4時から午後11時までの間、1時間ごとの運行が行われた。バスはビクトリー大通りの南側、ウッドリー通りのすぐ東にある専用バスベイに停車した。駐車場はなかった。
利用者が少なかったため、オレンジラインFlyAway停留所は2019年1月31日に廃止された。

### ウェストウッド

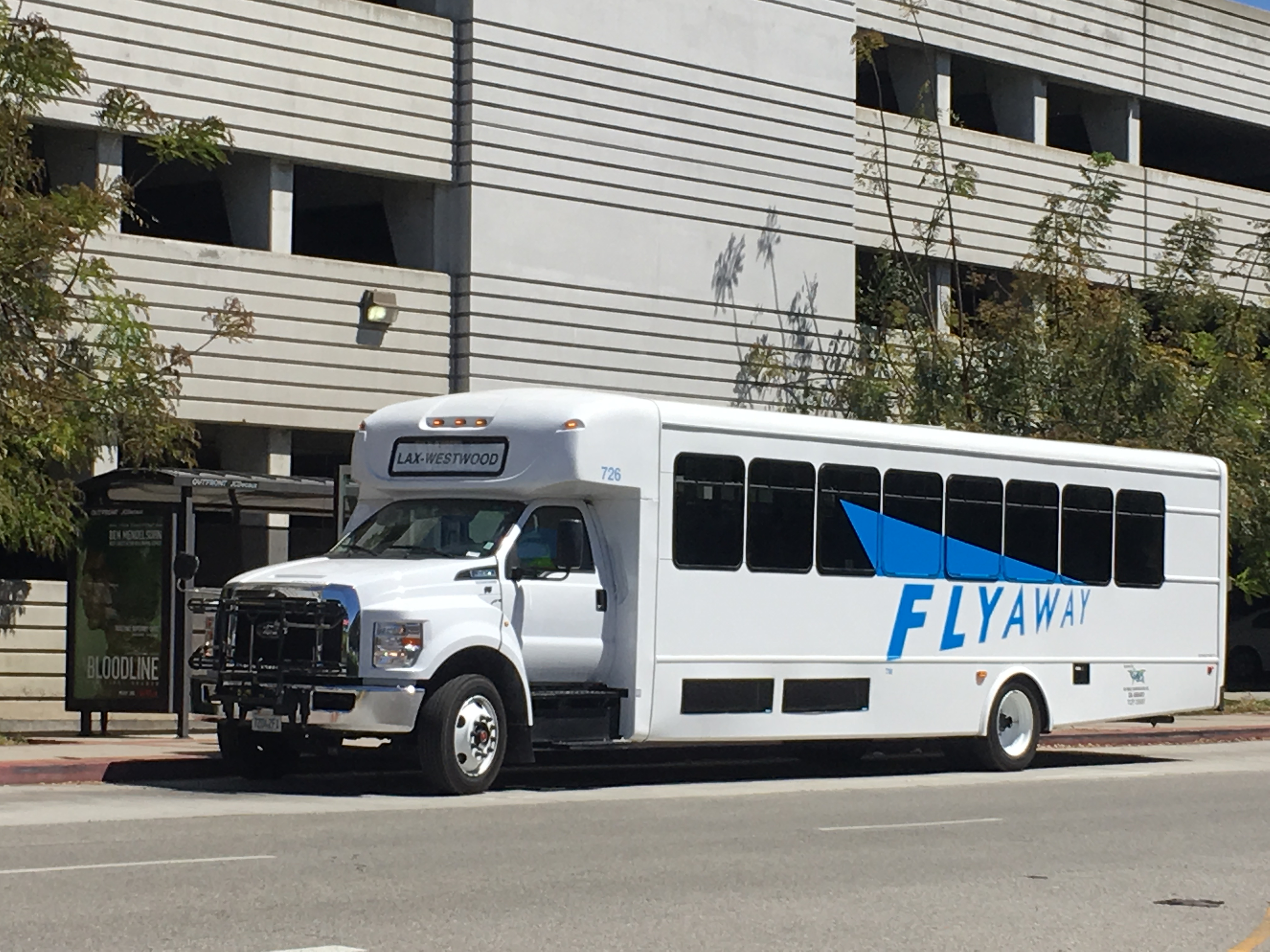
パーキング・ストラクチャー32にて

このルートは、ロサンゼルス国際空港とウェストウッドのUCLAキャンパス南側のパーキング・ストラクチャー32を結んでいた。
ウェストウッドのFlyAwayルートは、南行きが午前6時から午後10時まで、北行きが午前6時から午後11時までの間、1時間に1本運行され、毎時00分にバスがUCLAとLAXを出発した。
FlyAwayの乗客を送迎するドライバーは、料金を支払うことなくUCLAのパーキング・ストラクチャー32に出入りできた。また、平日 1 日につき 12 ドル、週末 1 日につき 8 ドル、7 日間で 63 ドルの限定駐車場も用意されていた (構造内の 25 台の駐車場には FlyAway の乗客用のマークが付けられている)。
ウェストウッドの LAX FlyAway は 2007 年 6 月 14 日に営業を開始した。ウェストウッドの拠点は、ロサンゼルス国際空港へのノンストップバスのネットワークにおける3番目のフライアウェイのルートであった。
運行開始初年度のFlyAway at Westwoodの乗客数は105,300人で、運行開始時の予測を10%近く上回った。ロサンゼルス世界空港が発表した2008 年の年間旅客数は約125,300 人であった。2008年秋に小型のクリーン燃料の圧縮天然ガス（CNG）バスに転換した。バスは主に混雑する州間高速道路405号線を走行するため、渋滞のピーク時には平均所要時間が45分以上かかることもあった。
ウエストウッド・フライアウェイ路線は2019年7月1日に廃止された。フライアウェイの停留所の中で最もサービス評価が低く、停留所最寄りのUCLA駐車場の駐車料金が1日12ドルであることや、ライドシェアサービスが好まれたことを理由に挙げている。 この路線が失敗に終わった理由のひとつとして、カルバーシティ6とラピッド6のバス路線がロサンゼルス空港まですでに存在していることが挙げられる。

### ロングビーチ

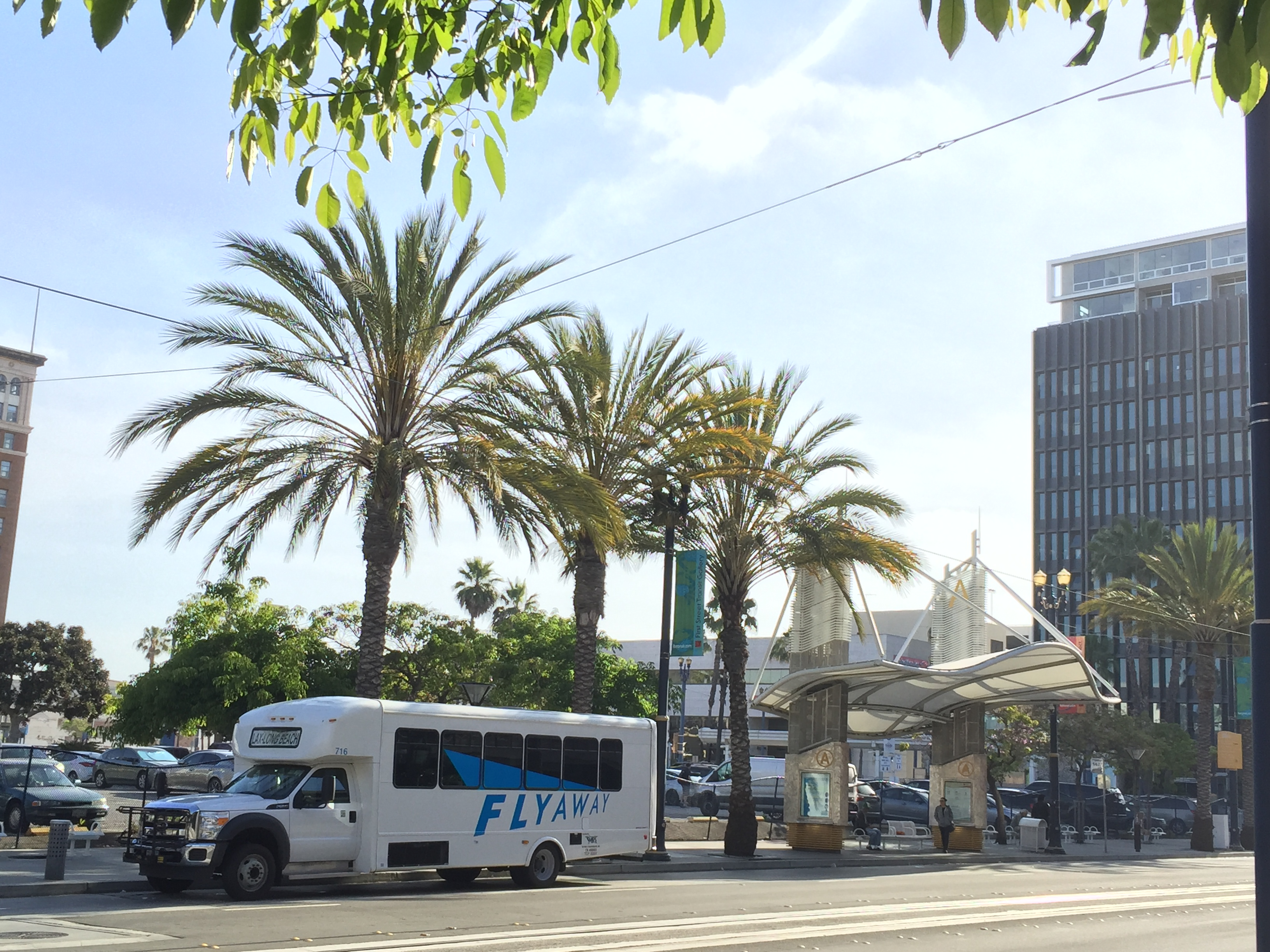
ロングビーチトランジットギャラリーにて

この路線は、ロサンゼルス国際空港とロングビーチのダウンタウンにあるロングビーチ・トランジット・ギャラリーのシェルターAを結んでいた。この停留所はメトロA線のダウンタウン・ロングビーチ駅に近く、近くにはロングビーチ・トランジットのバス路線が何十本も停車していた。
ロングビーチ・フライアウェイルートは、北行きは午前5時30分から午後9時30分まで、南行きは午前5時30分から午後10時30分まで、1時間に1本運行し、ハリウッドとロサンゼルス国際空港を30分過ぎに出発した。
2015年12月30日に運行を開始した。 ロングビーチにはフライアウェイ専用の長期駐車場はなかったが、近隣の公共有料駐車場は利用可能である。この路線は、ロングビーチやその近くに住む人、交通機関を利用する人、近くで送迎を受ける人を対象としていた。
この路線は、COVID-19の流行が始まった2020年3月28日に運休した。2020年3月の利用者数は前年比29%減となった。

### ハリウッド
この路線は、ロサンゼルス国際空港と、メトロB線のハリウッド/ヴァイン駅の南西に位置するヴァイン通りの停留所を結んでいた。
Hollywood FlyAway路線は、南行きが午前5時15分から午後9時15分、北行きが午前6時15分から午後10時15分の間、1時間に1本運行され、ハリウッドとロサンゼルス国際空港を毎時15分に出発した。
Hollywood FlyAway路線の運行は2014年9月3日に開始された。Hollywood/Vine駅には長期専用のFlyAway駐車場はなかったが、近隣の公共有料駐車場は利用可能である。Hollywood FlyAwayルートは、ハリウッドまたはその近郊に住む人々、メトロBラインを利用する人々、または近隣のメーター制駐車場または有料駐車場への送迎者を対象としていた。
開始以来、ハリウッド・フライアウェイに関する75件以上の苦情が記録されており、その内容はバスが1時間遅れて到着したり、まったく到着しなかったりというものであった。2014年12月、LAWAはサービスを供給する請負業者であるCorinthian Transportationに対し、直ちにサービスの大幅な改善を期待すると通知したが、サービスが改善されない場合にどのような懲罰的措置が取られるかは明言しなかった。コリンシアンは2015年1月、サービスを改善するための計画をLAWAに提示したが、不十分だとして却下された。コリンシアンはハリウッド路線のバスの数を増やしたと主張したが、2015年1月の時点では問題は続いていた。
ハリウッド・フライアウェイ路線は、COVID-19の流行が始まった2020年3月28日に運休となり、2020年3月の乗車率は前年比29%減となった。 公式発表はなかったが、ロングビーチ路線とハリウッド・フライアウェイ路線はともに永久に廃止された。